# Coloană

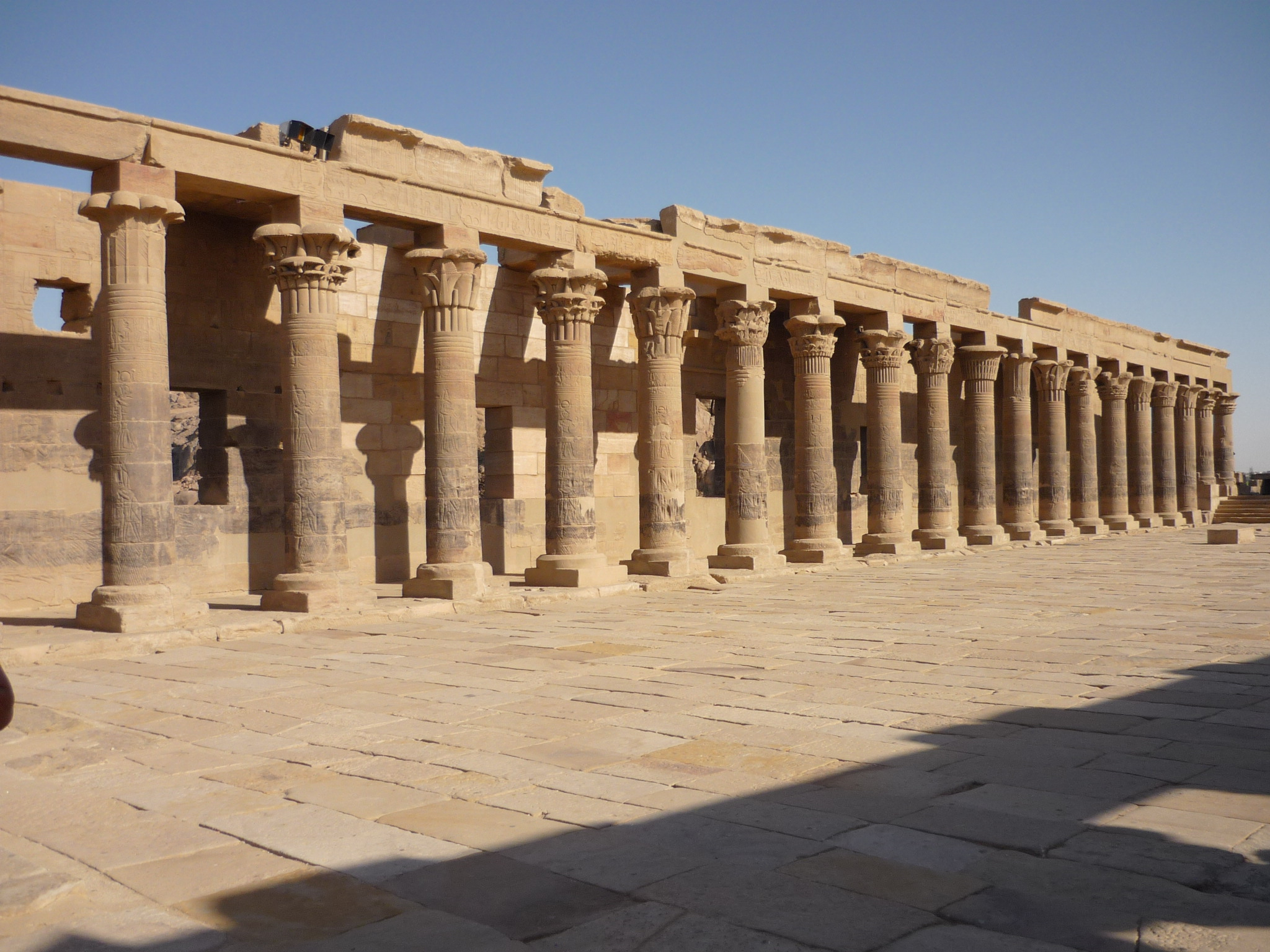
Colonada templului lui Isis, din Philae, Egipt

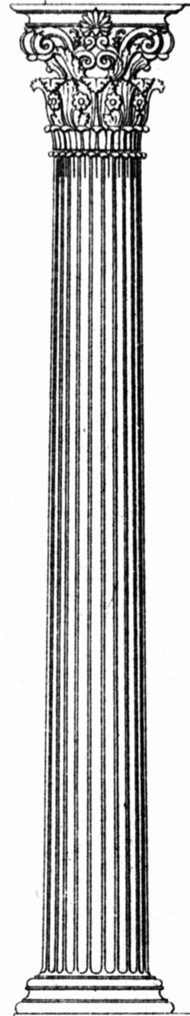
Coloană corintică

În arhitectură, coloana este un element portant punctual din structura verticală a unei clădiri, care descarcă spre baza sa și, apoi, spre pământ greutatea și celelalte forțe de împingere provenite din partea superioară a unei structuri. 

## Componentele unei coloane clasice
Coloana se racordează la arhitravă, arc, boltă sau cupolă (a căror greutate urmează să o preia) prin intermediul părții sale superioare, numite capitel, apoi transmite forțele de împingere prin corpul propriu zis, numit fus, pentru a se racorda, din nou, prin intermediul bazei, la suprafața inferioară, căreia îi transmite astfel încărcarea sa.

## Scurt istoric
În ordinea apariției lor în spațiul Greciei antice, denumite după coloana reprezentativă, există ordinele clasice doric, ionic și corintic.
În arhitectura Egiptului antic se întâlnesc coloane cu capitelurile inspirate de palmier și lotus, dar și cu capitelul decorat cu patru capete, aparținând zeiței Hathor, acesta din urmă purtând denumirea de coloană hatorică.
În Persia reprezentative erau capitelurile coloanelor, reprezentând partea anterioară a corpurilor a doi tauri (sau licorni cu labe de leu), în poziția de spate la spate și în genunchi, tauri care susțineau în spinare grinzile arhitravei.

## Coloane ornamentale

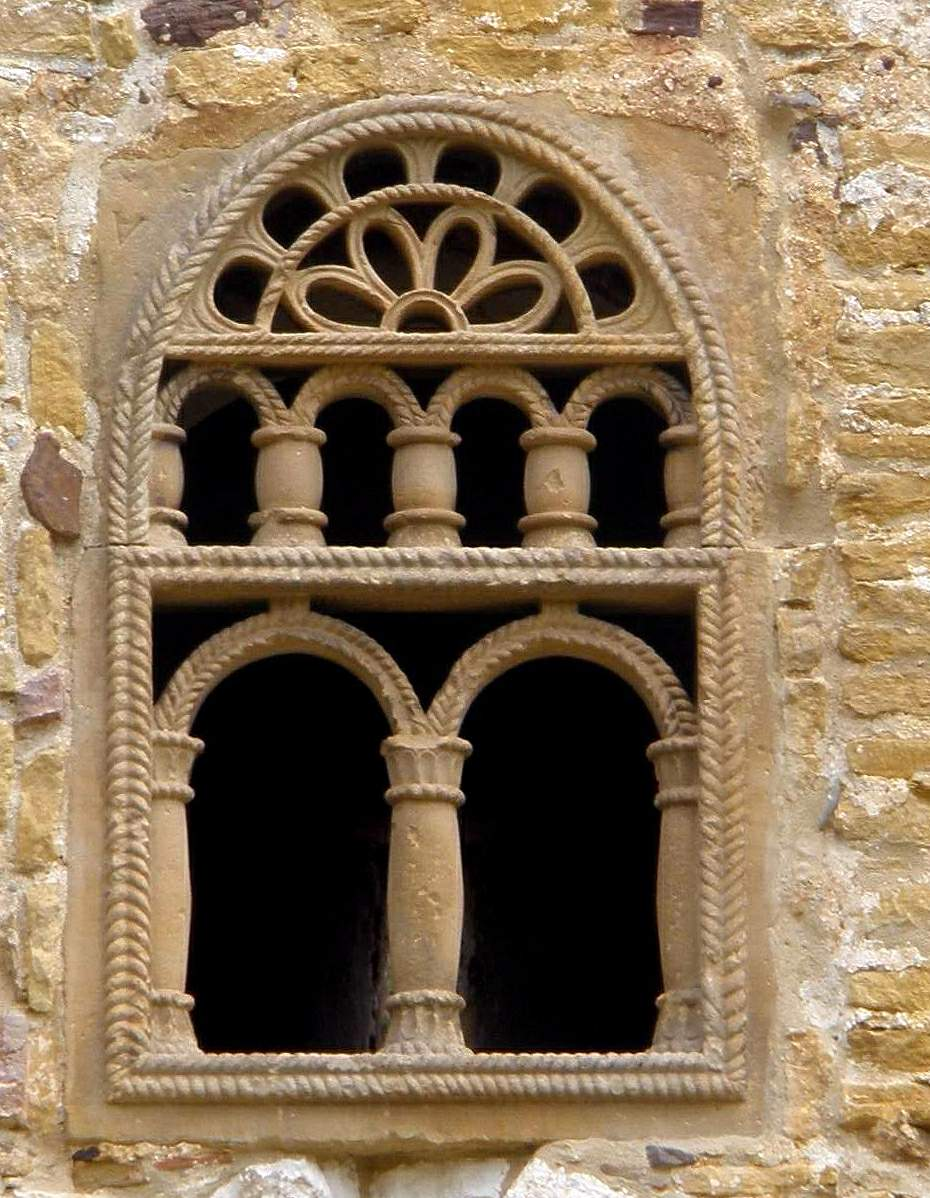
San Miguel de Lillo, Asturia (cca. 850)

În afară de rolul său portant, coloana are și un rol decorativ. În această categorie se încadrează coloanele andosate, cariatidele și atlanții.
Colonadă (din franceză colonnade) se numește un ansamblu de mai multe coloane similare, dispuse într-unul sau mai multe șiruri, formând, în cadrul unui edificiu, un peron ori o galerie sau fiind constituit dintr-o unitate independentă cu rol decorativ.
Colonetă (din franceză colonnette italiană colonnetta) este o coloană mică și zveltă, folosită mai ales în arhitectura romanică și în cea gotică, în construcția galeriilor, a porticurilor, a ferestrelor sau a ușilor.
Colonetele (vezi și baluștri) au o funcție cu adevărat de susținere doar în cazuri extrem de rare; Ele trebuie văzute în primul rând ca elemente ornamentale și decorative menite să spargă și să structureze structura. Ele sunt necunoscute în arhitectura antică, dar apar în ferestre gemene preromanice, precum și în rame de ferestre de pe abside romanice sau în câmpuri decorative.